# Amblyseius jamesi
Amblyseius jamesi är en spindeldjursart som beskrevs av Zannou, Moraes och Oliveira 2007. Amblyseius jamesi ingår i släktet Amblyseius och familjen Phytoseiidae. Inga underarter finns listade i Catalogue of Life.